# 246-й истребительный авиационный полк (второго формирования)
246-й истребительный авиационный полк (246-й иап) — воинская часть Военно-воздушных сил (ВВС) Вооружённых Сил РККА, принимавшая участие в боевых действиях Великой Отечественной войны, переформированная в истребительный авиационный полк Войска Польского.

## Наименования полка
За весь период своего существования полк несколько раз менял своё наименование:
- 295-й истребительный авиационный полк
- 246-й истребительный авиационный полк
- 10-й истребительный авиационный полк Войска Польского
- Полевая почта 26208

## Создание полка
246-й истребительный авиационный полк сформирован в апреле 1941 года в Одесском военном округе на аэродроме г. Кировоград. Во время нахождения в Учебно-тренировочном центре ВВС Южного фронта согласно устному приказу начальника УТЦ ВВС Южного фронта полковника Комлева 27 октября 1941 года 295-й истребительный авиационный полк переименован в 246-й истребительный авиационный полк. Штабам 295-го и 246-го иап, входивших в состав УТЦ приказано обменяться номерами, печатями и штампами с оставлением личного состава и штабных документов.

## Переформирование полка

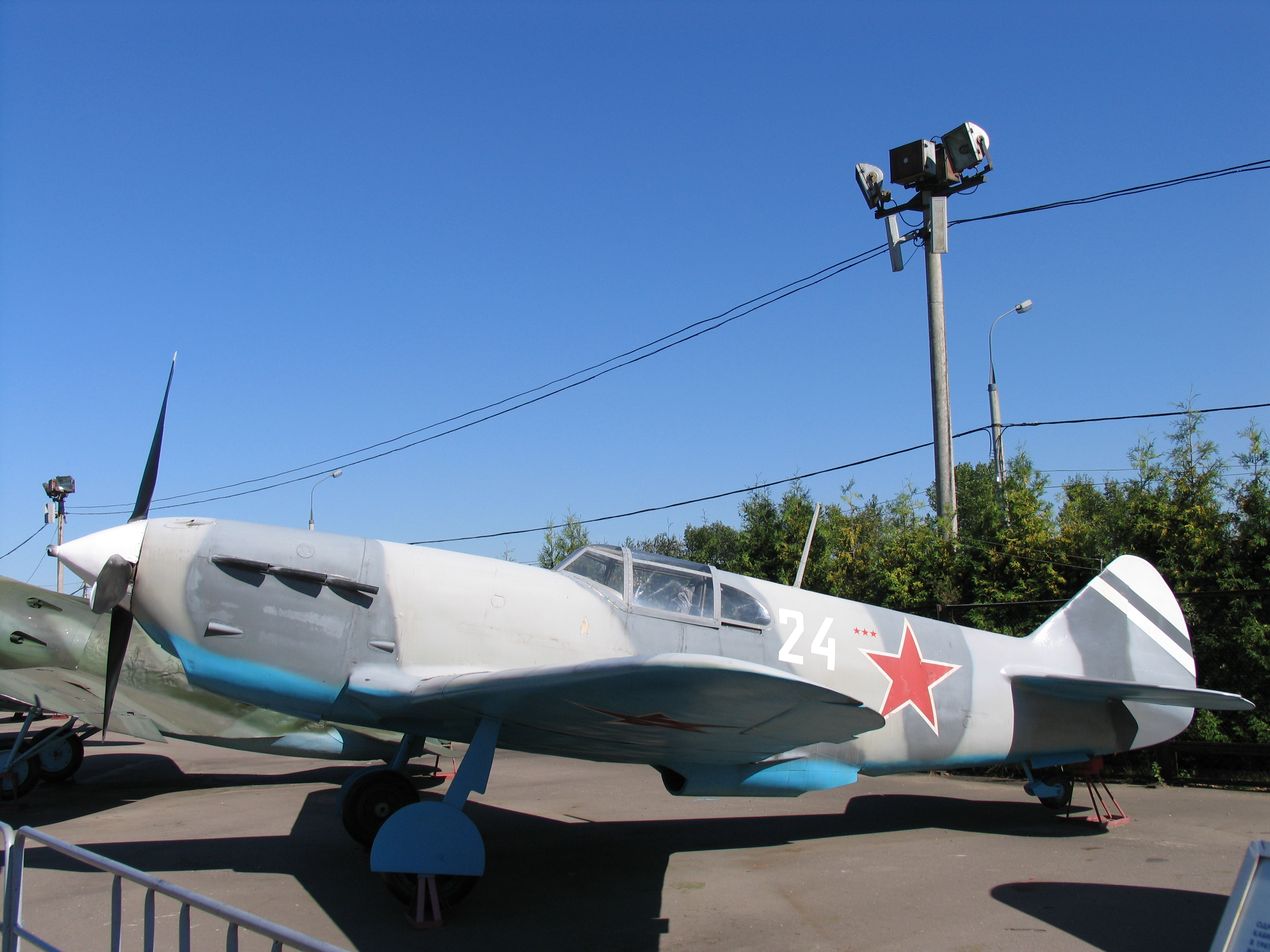
ЛаГГ-3

Распоряжением Главного штаба ВВС 6 октября 1944 года полк переформирован в 10-й истребительный авиационный полк Войска Польского.

## В действующей армии
В составе действующей армии:
- с 20 октября 1941 года по 1 июня 1942 года,
- с 5 октября 1942 года по 17 декабря 1942 года,
- с 26 июня 1944 года по 19 сентября 1944 года.

## Командиры полка
| Звание | Имя                         | Период                  | Примечание |
| ------ | --------------------------- | ----------------------- | ---------- |
| майор  | Жердев Николай Прокофьевич  | 1941 — 15.05.1942       |            |
| майор  | Гнедич Дмитрий Борисович    | 08.06.1942 — 09.1942    |            |
| майор  | Кочетков Тимофей Иванович   | 23.09.1942 — 30.12.1943 |            |
| майор  | Попрыкин Александр Иванович | 04.01.1944 — 06.10.1944 |            |

## В составе соединений и объединений
| Период        | Фронт (округ)         | армия                    | корпус                                | дивизия                                       | примечание                                                             |
| ------------- | --------------------- | ------------------------ | ------------------------------------- | --------------------------------------------- | ---------------------------------------------------------------------- |
| 27.10.1941 г. | Южный фронт           | ВВС Южного фронта        |                                       | Учебно-тренировочный центр                    | переименован в 246-й иап                                               |
| 16.06.1942 г. | Закавказский фронт    | ВВС Закавказского фронта |                                       | 25-й запасной истребительный авиационный полк | г. Аджикабул АзССР, ЛаГГ-3                                             |
| 05.10.1942 г. | Закавказский фронт    | 5-я воздушная армия      | Черноморская группа войск             | 236-я истребительная авиационная дивизия      | ЛаГГ-3                                                                 |
| 20.12.1942 г. | Закавказский фронт    | ВВС Закавказского фронта |                                       | 25-й запасной истребительный авиационный полк | переформирован, г. Аджикабул АзССР                                     |
| 15.04.1943 г. | Закавказский фронт    | ВВС Закавказского фронта |                                       | 26-й запасной истребительный авиационный полк | аэродром Сандар (Марнеули), переучивание на «Киттихаук» и «Аэрокобра», |
| 06.10.1943 г. | Закавказский фронт    | ВВС Закавказского фронта |                                       | 25-й запасной истребительный авиационный полк | переучивание на «Харрикейн» Mk IID, г. Аджикабул АзССР                 |
| 26.06.1944 г. | 1-й Белорусский фронт | 16-я воздушная армия     | 8-й истребительный авиационный корпус | 215-я истребительная авиационная дивизия      | «Харрикейн» Mk IID, боевой работы не вёл                               |
| 10.08.1944 г. | 2-й Белорусский фронт | 4-я воздушная армия      | 8-й истребительный авиационный корпус | 323-я истребительная авиационная дивизия      | переучивался на Як-1, боевой работы не вёл                             |
| 06.10.1944 г. | 2-й Белорусский фронт | 4-я воздушная армия      | 8-й истребительный авиационный корпус | 323-я истребительная авиационная дивизия      | переформирован в 10-й иап Войска польского                             |

## Первая известная воздушная победа полка
Первая известная воздушная победа полка в Великой Отечественной войне одержана 5 октября 1942 года: старший лейтенант Селезнёв А. П. в воздушном бою в районе ст. Шаумян сбил немецкий истребитель Ме-109.

## Участие в операциях и битвах
- Туапсинская операция — с 5 октября 1942 года по 20 декабря 1942 года.

| Як-1 | Hurricane | И-16 |

## Отличившиеся воины полка
- Камозин Павел Михайлович, лётчик полка в сентябре — декабре 1942 года[3], капитан, заместитель командира эскадрильи 269-го истребительного авиационного полка 236-й истребительной авиационной дивизии удостоен звания Герой Советского Союза дважды. Золотая Звезда № 239.

## Статистика боевых действий
Всего за годы Великой Отечественной войны полком:
| Выполнено боевых вылетов | Проведено воздушных боев | Сбито самолётов противника |
| ------------------------ | ------------------------ | -------------------------- |
| 323                      | 32                       | 38                         |

Свои потери:
| Потеряно самолётов, всего | Погибло лётчиков всего |
| ------------------------- | ---------------------- |
| 18                        | 9                      |

## Самолёты на вооружении
| Период      | Самолёты  |
| ----------- | --------- |
| 1941 — 1941 | И-16      |
| 1942 — 1943 | ЛаГГ-3    |
| 1943 — 1944 | Харрикейн |
| 1944 — 1944 | Як-1      |